# Taza Alvady
Taza Alvady (azerbajdzjanska: Təzə Alvadı) är en ort i Azerbajdzjan.   Den ligger i distriktet Masallı Rayonu, i den sydöstra delen av landet, 180 km sydväst om huvudstaden Baku. Taza Alvady ligger 5 meter över havet och antalet invånare är 5 994.
Terrängen runt Taza Alvady är platt. Runt Taza Alvady är det ganska tätbefolkat, med 230 invånare per kvadratkilometer.. Närmaste större samhälle är Dzhalilabad, 16,6 km nordväst om Taza Alvady.
Trakten runt Taza Alvady består till största delen av jordbruksmark.